# Ba (stat)
Ba (巴国, Bāguó) var en historisk stat i Kina under Zhoudynastin (1046 f.Kr.–256 f.Kr.) och existerade till år 316 f.Kr. Bas territorium låg runt dagens Chongqing i östra Sichuanprovinsen. Enligt en legend grundades Ba av Lin Jun (廪君).
Ba levde tillsammans med sin grannstat Shu separerat från Zhoudynastins feodalsystem. Detta berodde huvudsakligen det avskilda läget med omgivande berg i Sichuanbäckenet. Under tiden för De stridande staterna erövrades Ba år 316 f.Kr. av grannstaten Chu, men territoriet tillsammans med grannen Shu, blev samma år erövrat av Qin.